# Der Tod ist nur der Anfang

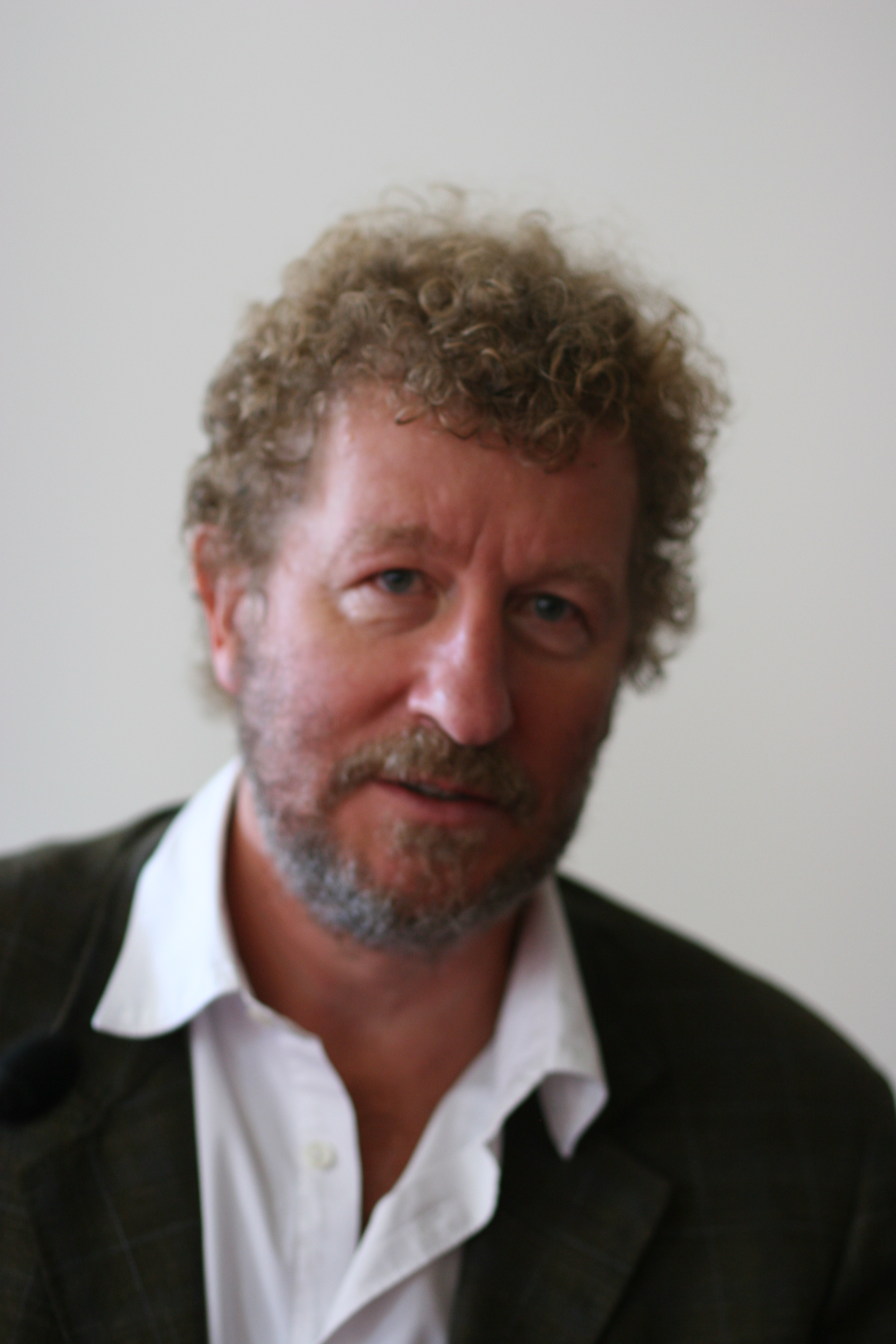
Buchautor Sebastian Faulks

Der Tod ist nur der Anfang ist der achtzehnte James-Bond-Roman, der nicht von Ian Fleming geschrieben wurde. Nach Flemings Tod 1964 wurden andere Autoren von der Ian Fleming Publications Limited beauftragt, die James-Bond-Romanreihe fortzuführen. Der Roman wurde am 26. Mai 2008 in deutscher Erstveröffentlichung vom Heyne Verlag publiziert.

## Inhalt
Eine grausame Exekution in den Randgebieten von Paris zieht eine Kettenreaktion von Ereignissen nach sich – Rauschgift überschwemmt das England der Sixties, eine britische Passagier-Maschine verschwindet über dem Irak und im Mittleren Osten liegt Krieg in der Luft. 
Dr. Julius Gorner hasst Großbritannien und versucht es mit Drogen zu überfluten. Weiterhin plant er, die Sowjetunion mit einem nuklearen Sprengkopf, der aus einem britischen Flugzeug abgeworfen werden soll, zu provozieren. 
James Bond wird mit dem Fall beauftragt und trifft Dr. Gorner bei einem Tennis-Match, das von Scarlett Papava organisiert wird. Diese will ihre Zwillingsschwester Poppy vor Dr. Gorner retten. Scarlett hilft Bond im Handlungsverlauf in vielfältiger Hinsicht. 
Letztendlich kommt Dr. Gorner um und es stellt sich heraus, dass Scarlett Papava eigentlich die neue Agentin 004 ist, die die Geschichte mit ihrer Zwillingsschwester nur vorgespielt hat, damit sich Bond zur Zusammenarbeit bereit erklärt.